# Fuirena incrassata
Fuirena incrassata är en halvgräsart som beskrevs av Stanley Thatcher Blake. Fuirena incrassata ingår i släktet Fuirena och familjen halvgräs. Inga underarter finns listade i Catalogue of Life.